# 오클라호마시티 배런스
| 오클라호마시티 배런스 | |
| 콘퍼런스              | 서부 콘퍼런스 (2010년~2015년) |
| 디비전                | 웨스트 디비전 (2010년~2012년) 사우스 디비전 (2012년~2015년) |
| 설립연도              | 2010년 |
| 해체연도              | 2015년 |
| 역사                  | 노바스코샤 오일러스 (1984년~1988년) 케이프브레턴 오일러스 (1988년~1996년) 해밀턴 불독스 (1996년~2002년) 토론토 로드러너스 (2003년~2004년) 에드먼턴 로드 러너스 (2004년~2005년) 오클라호마시티 배런스 (2010년~2015년) 베이커즈필드 콘더스 (2015년~현재) |
| 경기장                | 콕스 컨벤션 센터 |
| 연고지                | 오클라호마주 오클라호마시티 |
| 상징색                | 파랑, 오렌지, 하양 |
| 구단주                | |
| 단장                  | |
| 감독                  | |
| NHL 제휴              | |
| ECHL 제휴             | |
| 정규시즌 우승         | |
| 콘퍼런스 우승         | |
| 디비전 우승           | 1 (2012) |
| 칼더 컵               | |
| 영구 결번             | |

오클라호마시티 배런스(Edmonton Road Runners)는 미국 오클라호마주 오클라호마시티를 연고지로 하는 2010년부터 2015년까지 AHL 소속되었던 아이스 하키팀이다.
2015년 연고지를 캘리포니아주 베이커즈필드 (베이커즈필드 콘더스)로 이전했다.

## 역대 홈경기장
| 오클라호마시티 배런스 |               |          |                             |      |
| 경기장                | 사용기간      | 수용인원 | 장소                        | 비고 |
| 콕스 컨벤션 센터      | 2010년~2015년 | 13,399명 | 오클라호마주 오클라호마시티 | 빈칸 |